# Intel 8255

8255-pinnen

De Intel 8255 is een door Intel ontwikkelde Programmable Peripheral Interface (PPI), een processor of geïntegreerde schakeling voor de verbinding van perifiriële apparaten met de systeembus van de processor, waardoor het mogelijk wordt randapparatuur als joysticks, printers of toetsenborden met een computer te verbinden.
De 8255 werd onder meer toegepast in MSX-computers en Spectravideo SVI-318 en SVI-328.

## Technische specificaties
- 3 8-bit poorten
- 24 programmeerbare invoer/uitvoerlijnen
- 3 programmeermodi voor:
  - mode 0: standaard invoer/uitvoer
  - mode 1: strobed invoer/uitvoer
  - mode 2: bidirectionele invoer/uitvoer
  - 8 bit bidirectionele systeembus met microprocessorinterfacebesturing